# Удельное войско
Удельное войско — организационная форма сухопутного войска древнерусского удельного княжества периода феодальной раздробленности XII—XV веков. Являлась основной боевой силой государства, как правило, насчитывая несколько тысяч человек, в отдельных случаях — до 10—20 тысяч.
С исчезновением феодальной раздробленности Русского государства удельное войско прекратило своё существование.

## Организация
Костяком и наиболее боеспособной частью удельного войска являлась дружина владетеля княжеского удела (удельного князя), которая практически полностью комплектовалась представителями профессионального воинского сословия. Во время войны к княжеской дружине присоединялись сельские и городские ополченцы, которые составляли самую многочисленную часть удельного войска; нередко в его состав включались отряды наёмников (варягов, половцев, татар и других), действовавших как отдельные подразделения.
Мобилизационная основа удельного войска опиралась на десятичную систему (десятки, сотни, и т. д.), а тактическая — на полковую (см. полчный ряд).